# Isla Mansel
La isla Mansel (en inglés: Mansel Island; en inuktitut, Pujjunaq) es una isla de Canadá situada en la bahía de Hudson, frente a la península de Ungava. La isla forma parte de Región Qikiqtaaluk del territorio autónomo de Nunavut.

## Geografía
Con 3 180 km² de área, es la isla 159ª del mundo y 28ª de Canadá por tamaño. Tiene 112 km de longitud y unos 48 de anchura. Mansel es la más pequeña de las tres islas que afloran en el norte de la bahía de Hudson, siendo las otras dos la isla Southampton y la isla Coats. La isla está situada al este de la isla de Coats y a cerca de 60 km al oeste de la península de Ungava. El territorio es ondulado y no supera los 100 m de altura.
En la isla hay una reserva de renos.

## Historia
La isla fue descubierta en 1613 por el explorador inglés Thomas Button y fue llamada Mansel en honor del vicealmirante Robert Mansel de quien Button había desposado a su sobrina. En la isla hay restos arqueológicos de la cultura Dorset de pueblos indígenas anteriores a los inuit. Una estación comercial de la Compañía de la Bahía de Hudson estuvo activa en Swaffield Harbour, en la costa septentrional de la isla, de 1930 a 1932.